# 畠賢治
畠 賢治（はた けんじ、1968年3月 - ）は、日本の物理学者である。

## 概要
産業技術総合研究所において、カーボンナノチューブの生産技術研究を主導している。2004年にカーボンナノチューブの化学気相成長法を改良し、従来より高効率なスーパーグロース法という合成法を開発した。この技術はカーボンナノチューブ集合体の工業的応用範囲を広げ、実用への発展が期待されている。2005年2月にはナノテクフェア2005で素材部門賞を受賞している。さらに2007年2月には、当初高価なシリコン基板を用いていたスーパーグロース法を、安価なニッケル合金基板上での合成することに成功した。これにより成長面積としては従来の100倍にスケールアップし、基板コストは従来の100分の1に抑えた。2011年2月までには日本ゼオン株式会社の協力で大量生産設備の開発を進め、1日あたり600gの生産を実現した。

### 略歴
岐阜県に生まれ、幼時をオーストラリアで過ごす。長崎県立長崎北高等学校卒業。
1991年3月31日
東京大学工学部物理工学科 卒業
1996年3月31日
東京大学工学系大学院物理工学科卒業（博士課程）
1995年4月1日
日本学術振興会特別研究員 東京大学生産技術研究所岡野研究室
1996年4月1日
筑波大学先端学際領域研究センター（物質工学系）文部教官・助手
1998年4月1日
科学技術振興事業団（CREST） 筑波大学物理工学系重川秀実研 ポストドクター
2001年4月1日
ハーバード大学化学生物学科 Charles Lieber研究室 ポストドクター
2003年4月1日
産業技術総合研究所 ナノカーボン研究センター ナノカーボンチーム ポストドクター
2003年7月1日
同 主任研究員
2005年4月1日
同 チーム長
2008年4月1日
産業技術総合研究所 ナノチューブ応用研究センター スーパーグロースCNTチーム チーム長
2010年10月1日
同 上席研究員
スーパーグロースCNTチーム　研究チーム長（兼務）
2012年4月1日
同 研究チーム長（兼務）

### 受賞
- 1999年 日本表面科学会論文賞(共著)
- 2000年 第6回（1999年春季）応用物理学会講演奨励賞[4]
- 2000年 日本MRS奨励賞
- 2005年 nano tech大賞2005　材料・素材部門
- 2007年 平成18年度産業技術総合研究所理事長賞
- 2007年 平成19年度文部科学大臣表彰若手科学者賞
- 2008年 第18回つくば奨励賞(若手研究者部門)[5]
- 2010年 第6回日本学術振興会賞[6]
- 2010年 第6回日本学士院学術奨励賞[7]
- 2016年 第14回産学官連携功労者表彰産学官連携功労者選考委員会特別賞

## スーパーグロースCVD法
この方法は、CVD法の一種である。高効率、高純度にて、単層のカーボンナノチューブを作ることができる。作成効率は、従来のCVD法に比して、2000倍といわれ、純度等の問題も併せて量産が難しかったナノチューブの量産を実現する技術として期待されている。この方法で合成されたカーボンナノチューブは、基板の上に貝割れ大根のように上向きに密集して成長する。関連項目として、カーボンナノチューブを参照されたい。